# Порту (аеропорт)
Аеропорт Порту або Аеропорт імені Франсішку Са Карнейру (порт. Aeroporto Francisco Sá Carneiro (IATA: OPO, ICAO: LPPR)) — міжнародний аеропорт поблизу Порту, Португалія, розташований за 11 км на північний захід від Вежі Клеригуш в центрі Порту, у муніципалітетах Мая, Матозінюш та Віла-ду-Конде.
Аеропорт є хабом для:
- Ryanair
- TAP Air Portugal
- easyJet
- Transavia France

## Авіалінії та напрямки, серпень 2022

### Пасажирські
| Авіакомпанія                  | Пункт призначення |
| ----------------------------- | --- |
| Aegean Airlines               | Сезонний: Афіни |
| Air Europa                    | Мадрид |
| Air France                    | Париж–Шарль де Голль |
| Air Transat                   | Торонто–Пірсон Сезонний: Монреаль–Трюдо |
| Azores Airlines               | Понта-Делгада Сезонний: Терсейра |
| Blue Air                      | Сезонно: Бухарест |
| British Airways               | Лондон–Хітроу |
| Brussels Airlines             | Брюссель |
| easyJet                       | Базель-Мюлуз-Фрайбург, Берлін, Бордо, Бристоль, Мадейра, Лондон–Гатвік, Лондон–Лутон, Люксембург, Ліон, Мілан-Мальпенса, Нант, Ніцца, Париж–Шарль де Голль, Тулуза, Цюрих Сезонний: Кельн/Бонн, Ібіца, Мадрид, Манчестер, Пальма-де-Мальорка, Прага, Порту-Санту, Ренн |
| Eurowings                     | Сезонний: Дюссельдорф, Гамбург, Штутгарт |
| Finnair                       | Сезонний: Гельсінкі |
| Flyr                          | Сезонно: Осло-Гардермуен |
| Iberia                        | Мадрид |
| Iberojet                      | Сезонно: Пунта-Кана |
| KLM                           | Амстердам |
| Lufthansa                     | Франкфурт, Мюнхен |
| Luxair                        | Люксембург |
| Ryanair                       | Агадір, Аліканте, Барселона, Барі, Париж-Бове, Бергамо, Бержерак, Берлін, Біллунн, Бірмінгем, Болонья, Бордо, Брив, Брюссель, Будапешт, Шалон-Ватрі, Брюссель-Шарлеруа, Кельн/Бонн, Копенгаген, Дортмунд, Дублін, Единбург, Ейндговен, Фару, Мадейра, Гран-Канарія, Франкфурт-Хан, Гамбург, Карлсруе/Баден-Баден, Краків, Лілль, Лондон–Станстед, Люксембург, Маастрихт (з 31 жовтня 2022), Мадрид, Малага, Мальта, Манчестер, Марракеш, Марсель, Меммінгем, Мілан–Мальпенса, Понта-Делгада, Рим–Чіампіно, Севілья, Страсбург (з 1 листопада 2022),, Тенерифе-Південний, Терсейра, Тревізо, Тулуза, Тур, Валенсія, Верона, Відень, Варшава–Модлін Сезонно: Бремен, Кальярі, Каркассонн, Клермон-Ферран, Доль, Фес, Ла-Рошель, Ліверпуль, Нюрнберг, Пальма-де-Мальорка, Веце |
| Swiss International Air Lines | Женева, Цюрих |
| TAP Air Portugal              | Мадейра, Женева, Лісабон, Лондон–Гатвік, Люксембург, Ньюарк, Париж–Орлі, Понта-Делгада, Ріо-де-Жанейро — Галеан, Сан-Паулу-Гуарульюс, Цюрих |
| Transavia                     | Амстердам, Ліон, Нант, Париж–Орлі Сезонно: Брест-Бретань, Понта-Делгада |
| Turkish Airlines              | Стамбул |
| United Airlines               | Сезонний: Ньюарк |
| Volotea                       | Сезонний: Більбао |
| Vueling                       | Барселона, Більбао, Париж–Орлі Сезонний: Ібіца, Тенерифе-Північний |
| Wizz Air                      | Будапешт, Лондон-Лутон, Мілан-Мальпенса Сезонний: Варшава–Шопен |
| World2Fly                     | Сезонний Пунта-Кана |

### Вантажні
| Авіакомпанія | Пункт призначення |
| ------------ | ----------------- |
| UPS Airlines | Кельн/Бонн        |

## Пасажирообіг
Див. джерело запитів Вікіданих та джерела.

## Наземний транспорт
Аеропорт обслуговується лінією E метро Порту.
Автобуси оператора STCP сполучають аеропорт з Порту та Віго.
До аеропорту можна також дістатися автівкою автострадами А28 та A4